# Kara (đơn vị)
Kara, viết tắt là K, trong ngành kim hoàn là đơn vị đo lường độ tinh khiết của các kim loại quý hay các hợp kim của chúng, chẳng hạn như vàng. Trong ý nghĩa này, một kara bằng 1/24 độ tinh khiết tính theo trọng lượng. Vì thế vàng 24 K là vàng tinh khiết, vàng 12 K có độ tinh khiết 50% v.v.
Hệ thống kara được bổ sung hay thay thế bằng hệ thống độ tinh khiết thang phần nghìn, trong đó độ tinh khiết được biểu diễn theo thang phần nghìn.
Các kara phổ biến được sử dụng để đúc vàng thỏi, đồ trang sức là:
- 24 K (độ tinh khiết thang phần nghìn là 999)
- 22 K (độ tinh khiết thang phần nghìn là 916)
- 20 K (độ tinh khiết thang phần nghìn là 833)
- 18 K (độ tinh khiết thang phần nghìn là 750)
- 16 K (độ tinh khiết thang phần nghìn là 625)
- 14 K (độ tinh khiết thang phần nghìn là 585)
- 10 K (độ tinh khiết thang phần nghìn là 417)
- 9 K (độ tinh khiết thang phần nghìn là 375)

## Lưu ý
- Trong tiếng Việt, còn có từ "cara" - phát âm giống như từ này, nhưng ký hiệu là c - là đơn vị đo khối lượng của các loại đá quý.
- Trong ngành kim khí Việt Nam, các loại vàng ta chủ yếu có độ tinh khiết 99,99% (vàng 4 số 9), 99,9% (vàng 3 số 9) và vàng 99% (vàng 2 số 9). Do vậy, thuật ngữ "kara" chỉ áp dụng đối với các loại vàng nhập khẩu hay vàng tây.
- Bắt nguồn từ chữ "kara", trong tiếng Việt có từ "cà rá" để chỉ chiếc nhẫn bằng hợp kim hệ thống vàng-đồng.

## Trong ngành kim hoàn Việt Nam
Các hợp kim có độ tinh khiết dưới 24 K là hợp chất của kim loại gốc, thêm với một tỷ lệ nhất định kim loại khác. Với vàng, vàng trắng có thể là bạc, đồng, đồng thau… Với các có thể là đồng, thau...
Vàng Ý, vàng Nga, bạc Thái... so với vàng, bạc Việt Nam không có gì khác biệt. Có khác chỉ ở tỉ lệ các kim loại pha chế thêm vào. Hiện nay, các hợp chất để pha chế kim loại, dân trong nghề gọi là Hội, có bán sẵn. Nguồn gốc nhập khẩu từ Trung Quốc, Ý, Thái Lan, Mỹ... Chính vì vậy, hợp chất vàng, vàng trắng, bạc pha chế tại Việt Nam hiện nay không thua kém hàng nhập khẩu.
Nhiều cửa hàng lợi dụng sự không hiểu biết của khách hàng, khi bán sản phẩm có thể nói là vàng Ý, vàng Nga để bán sản phẩm với giá đắt chứ thực ra các hợp kim vàng, vàng trắng, bạc... đều được pha chế tại Việt Nam. Sản phẩm cũng được sản xuất tại Việt Nam.